# Rita Montaner
Rita Aurelia Fulceda-Montaner y Facenda (Guanabacoa, La Habana, 20 de agosto de 1900-La Habana, 17 de abril de 1958), más conocida como Rita Montaner o la Única, fue una artista cubana que incursionó en el teatro, la radio, el cine y la televisión, alcanzando notable éxito nacional e internacional y siendo considerada una de las más grandes artistas de su país.

## Biografía

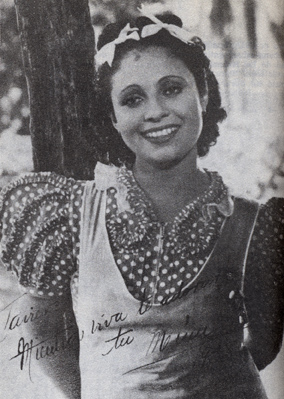
Rita Montaner.

Fue hija de un blanco (Domingo Montaner Pulgarón) y una mulata (Mercedes Facenda), y creció en un ambiente donde convivían la cultura europea y la africana. Comenzó sus estudios de piano en el Conservatorio Peyrellade, donde obtuvo la Medalla de Oro a los 13 años de edad. Se graduó de piano, canto y armonía en 1917. Al graduarse se dedicó al canto aunque muchos le decían que tenía un buen futuro en el piano.
Fue la primera voz femenina de la radio cubana. Compartió escenario con prestigiosas figuras del escenario cubano e internacional. Algunos de los mejores compositores de la época escribían partituras especialmente para ella como es el caso de Gonzalo Roig con Cecilia Valdés, Moisés Simons con El manisero, Eliseo Grenet con ¡Ay Mamá Inés!, Ernesto Lecuona con El cafetal, Gilberto S. Valdés con Ogguere entre otros. Su arte recogió muchas de las plazas del mundo como Estados Unidos y Europa.
Viajó a París para presentarse en el Teatro Olimpia en 1928 y fue contratada para sustituir a la actriz Raquel Meller en el Palace. Además, participó en el espectáculo de la vedette Joséphine Baker. Después de una breve estancia en Cuba viajó a Estados Unidos para cantar en Wonder Bar de M. Jolson.

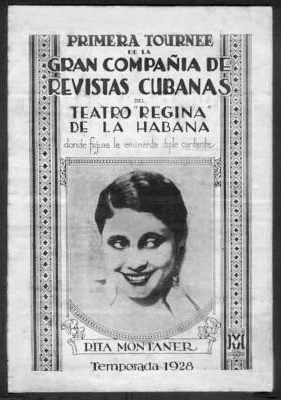

En 1935 protagonizó un espectáculo creado por Gilberto Valdés en el Teatro Principal de la Comedia. En el mismo interpretó temas como Sangre africana, Bembo, Tambó y Oggere. Posteriormente filmó la película Romance en el Palmar. Ese mismo año fue escogida la Reina de la Radio. Otras películas filmados por ella fueron María la O (1949) y La Única (1954). Cantó en el cabaré Mulgoba con el artista Bola de Nieve, y posteriormente en el Tropicana, donde se mantuvo por nueve años.
Su mayor desarrollo fue como cantante de arte lírico con grandes habilidades y versatilidad interpretativa que iban desde Mamá Inés, estrenada por ella en la zarzuela Niña Rita, en 1927, hasta La médium y El teléfono, del italiano Gian Carlo Menotti interpretadas por ella en 1955. Además de destacarse como actriz, interpretaba de una forma delicada bellas canciones como Noche azul y Siboney, escritas por Lecuona, las cuales grabó en 1928.
En los años 1940 y los años 1950 incursionó en numerosas películas mexicanas, particularmente en el género del llamado Cine de Rumberas.
Murió víctima de cáncer en 1958, a los 57 años.

## Homenaje póstumo
Rita Montaner aparece como uno de los personajes principales en la novela La isla de los amores infinitos (Grijalbo, 2006), de la escritora cubana Daína Chaviano.

## Filmografía
| Año  | Título                    | Notas        |
| ---- | ------------------------- | ------------ |
| 1954 | Píntame angelitos blancos |              |
| 1952 | La única                  | Cortometraje |
| 1951 | La renegada               |              |
| 1951 | Negro es mi color         |              |
| 1951 | Víctimas del pecado       |              |
| 1950 | Ritmos del caribe         |              |
| 1950 | Al son del mambo          |              |
| 1950 | Anacleto se divorcia      |              |
| 1950 | Pobre corazón             |              |
| 1948 | Angelitos negros          |              |
| 1948 | María la O                |              |
| 1941 | Romance musical           |              |
| 1938 | El romance del palmar     |              |
| 1938 | Sucedió en La Habana      |              |
| 1933 | La noche del pecado       |              |